# عايش زمانه (مسلسل)
عايش زمانه،مسلسل عمانيصدر سنة 1994، من إخراج سامي محمد علي وبطولة صالح زعل، سعود الدرمكي

## ملخص القصة
يفشل أبو الخير في العمل بمزرعة حميد والحصول على عمل جديد، فيقرر السفر إلى ابن شقيقته بدر، ويحاول مساعدته في الزواج من زهرة التي تحبه بمساعدة صديقه ثابت.

## طاقم العمل
- صالح زعل
- سعود الدرمكي
- سالم بهوان
- أمينة موسى
- أحمد بن سعيد
- الأزكي صالح القاسمي